# Georg Muche
Georg Muche (Querfurt, 1895. május 8. – Lindau, 1987. március 26.) német festő, grafikus.
Muche 1916 táján a Herwarth Walden vezette expresszionista Der Sturm Galéria köréhez tartozott, 1922 táján a Bauhausban azonban festészete ismét a tárgyiasság felé fordult. Az ezekből az évekből származó alkotásainak színvonala egyenetlen. A vezetése alatt működő szövőműhelyre csekély művészi hatást gyakorolt.

## Életrajza
1895-ben született a szászországi Querfurtban. 1913-1914-ben a müncheni Azbé művészeti iskolában tanult. 1915-ben áttelepült Berlinbe, ahol kapcsolatba került a Der Sturm expresszionista folyóirat és galéria köré csoportosult művészekkel. Ebben az időben festette első absztrakt képeit. 1916-1919 között három kiállítást rendezett a Der Sturm Galériában. 1917-1918 között katonáskodott az első világháborúban.
Muche a Németországban akkoriban elterjedt mazdaznan, a Zoroasztrizmus reformált tanait hirdető mozgalom híve volt, amelyet Johannes Itten már a tízes évektől szintén ismert, de a Bauhaus létesítésével egyidőben került vele szorosabb kapcsolatba. A tanítás része volt a vegetáriánus táplálkozás, a rendszeres böjtölés, jóga légzésgyakorlatok és sok egészségügyi előírás. A két művész 1920-ban együtt vett részt a lipcsei kongresszusukon, s ezt követően jelentkeztek a Bauhausba. Lehet, hogy a tanintézményen belüli meghonosítását is tervezték.

### Tevékenysége a Bauhausban
Muche 1920 októberétől volt a Bauhaus alkalmazottja. Itten köréhez csatlakozott. Utóbb egymást váltották az előkészítő tanfolyam élén. Sem a gyakorlaton, sem az elméleten nem változtatott. Már korábbról, 1920 áprilisától 1927 júniusáig a Bauhaus mestere, 1920 nyarán és 1921-ben az előkészítő tanfolyamon oktatott.
1920 októberétől 1921 áprilisáig Ittennel együtt több műhelyt vezetett, utóbb ő lett a szövőműhely vezetője. Vezetője volt az 1923-as Bauhaus-kiállítást előkészítő bizottságnak, a „Haus am Horn" mintaház tervezésében.
Itten Bauhausból való távozását követően ő is elhagyta az intézetet.

### Tevékenysége a Bauhaus-korszak után
1924-ben tanulmányutat tett az Egyesült Államokba. 1926-ban Dessauban Richard Paulick-al együtt acélszerkezetes házat tervezett.
1927-1930 között Johannes Itten berlini művészeti iskolájának tanára.
1931-től 1933-ban bekövetkezett azonnali elbocsátásáig a breslaui akadémián volt a festészeti tanszék vezetője. Ezután 1938-ig a berlini Hugo Höring vezette Reimann-iskolában oktatott. 1939-1958 között a krefeldi Műszaki Főiskolán a textilművészeti mesterosztály vezetője. 1958-ban a Bodeni-tó mellett települt le, 1960-tól Lindauban élt. Festett és grafikákat készített. 1987-ben Lindauban halt meg.

## Művészettörténeti jelentősége
Muche 1916 táján a Herwarth Walden vezette expresszionista Der Sturm Galéria köréhez tartozott, 1922 táján a Bauhausban azonban festészete ismét a tárgyiasság felé fordult. A Bauhaus-beli szereplése a hallgatók fejlődésére különösebb hatást nem gyakorolt. A vezetése alatt állt szövőműhelyre is csak csekély művészi hatást gyakorolt.